# Darna, Kuno?
Darna, Kuno? (en español: Darna, ¿De Verdad?) es una película filipina de 1979 dirigida por Luciano B. Carlos y coescrita por Toto Belano. Producida bajo el género de acción, comedia y fantasía, fue una película familiar con la intención de ser una parodia o parodia del personaje del cómic de Mars Ravelo y la superheroína Darna. El papel de Darna Kuno fue interpretado por el actor filipino Dolphy. La película se estrenó el 30 de marzo de 1979.

## Trama
Dolphy interpreta a Dondoy, un humilde conductor de triciclos que era el ferviente admirador de Annabel (Key). Al principio, Dondoy a menudo era ridiculizado por la hermana de Annabel, Estelga (Delgado) y su madre (de Villa), quienes luego se volvieron amables a medida que avanza la historia. La verdadera Darna (Del Rio) de Darna, Kuno? en la historia quedó embarazada. Según la historia, Darna quedó embarazada de los robots de anime japoneses Voltes V y Mazinger Z. Debido al embarazo, alguien tuvo que tomar el lugar de Darna temporalmente como la superheroína hasta que diera a luz. La Darna original prestó su piedra mágica (la piedra que transforma a Narda, el alter ego de Darna, en Darna cuando se la traga y el nombre de Darna se grita en voz alta) al personaje de Dolphy, Dondoy, que se convertirá en el Darna masculino vestido con el traje femenino de Darna. Dolphy como Darna o más específicamente Darna Pretender o reemplazo tuvo que luchar contra tikbalangs, aswangs y otros enemigos. Annabel se convirtió en la otra Darna Kuno en la historia, ya que le robó la piedra mágica a Dolphy después de descubrir la identidad secreta de Darna Kuno. Tanto los Darna Pretenders masculinos como femeninos lucharon y derrotaron a los invasores alienígenas. La verdadera Darna regresó para recuperar su piedra mágica cargando a su bebé que ya vestía un disfraz de Darna.

## Elenco
- Dolphy[3] como Dondoy/Darna Kuno 1
- Lotis Key[3] como Anabelle/Darna Kuno 2
- Marissa Delgado como Estelga
- Tita de Villa como Anabel y la madre de Estelga
- Romy Nario
- Tonio Gutierrez
- Dijay Dadivas
- Karlo Vero